# پارادوکس پاراندو
پارادوکس پاراندو یک پارادوکس در نظریه بازی هاست که به این صورت تعریف میشود:
"بازی هایی وجود دارند که احتمال باخت در هریک از آن ها به تنهایی بیشتر از احتمال برد باشد؛ اما می توان یک استراتژی برای انجام دادن آن دو به صورت تناوبی پیدا کرد که احتمال برد در نهایت بیشتر از احتمال باخت باشد."
خوان پاراندو این پدیده را در اصل از یک سیستم فیزیکی با عنوان چرخ دنده ی براون الهام گرفته است و توجه بسیاری از محققین را در حوزه های مختلف،از زیست شناسی گرفته تا اقتصاد به خود جلب کرده است.

## بررسی چند مثال
برای توضیح مفهوم ‍پارادوکس پاراندو، ابتدا مثال ساده تری معرفی شده است. با این حال، ذکر این نکته ضروری است که مطابق بحث هارمر و اَبوت، این مثال به راستی نمایانگر پارادوکس پاراندو در دقیق ترین تعریفش نمی باشد. پارادوکس پاراندو الهام گرفته شده از چرخ دنده ی براون می باشد، و در نتیجه مقدار سرمایه در هر مرحله فقط می تواند یک واحد کم یا زیاد شود تا این حرکت چرخ دنده ای را حفظ کند. برای توضحات بیشتر، به مثال «پرتاب سکه» مراجعه کنید. 

### مثال ساده
- به عنوان یک مثال ساده از نحوه ی عملکرد این پارادوکس،دو بازی A و B را با این قوانین در نظر بگیرید:
  - در بازی A در هر مرحله یک دلار از دست می دهید.
  - در بازی B هربار سرمایه باقی مانده ی خود را میشمارید. اگر عددی زوج بود ۳ دلار دریافت میکنید و در غیر این صورت ۵ دلار از دست میدهید.

فرض کنید با ۱۰۰ دلار به عنوان سرمایه ی اولیه بازی را شروع می کنید.اگر فقط بازی A را انجام دهید،به طور واضح بعد از ۱۰۰ مرحله تمام سرمایه ی خود را از دست خواهید داد و می بازید. به طور مشابه،اگر فقط بازی B را انجام دهید، باز هم طی ۱۰۰ مرحله می بازید. اما حال فرض کنید بازی ها را به صورت تناوبی انجام دهید. اگر در مرحله اول بازی B و در ادامه بازی A را انجام دهید و این روند را تکرار کنید،در هر دو مرحله،یک دلار در بازی A از دست داده و ۳ دلار از بازی B به دست می آورید. یعنی در مجموع ۲ دلار از هر دو مرحله کسب کرده اید. بنابراین با وجود این که اگر هر بازی به تنهایی انجام شود منجر به باخت می شود،بازی کردن آن ها به این ترتیب خاص شرایط را تغییر می دهد. چون نتیجه ی بازی B تحت تاثیر بازی A است و ترتیب بازی میتواند درنهایت شرایط یک برد را فراهم کند.

### مثال پرتاب سکه
دو بازی A و B را به این صورت تصور کنید:
- در بازی A،شخص با احتمال {\displaystyle {\frac {1}{2}}-\epsilon } می برد( سرمایه اش یک دلار افزایش می یابد)و با احتمال {\displaystyle {\frac {1}{2}}+\epsilon }می بازد(سرمایه اش یک دلار کاهش می یابد. {\displaystyle \epsilon } در این جا یک عدد مثبت بسیار کوچک است.
- در بازی B احتمال برد و باخت بستگی به مقدار سرمایه ی بازیکن دارد که آن را با X(t) نمایش میدهیم. اگرX(t) مضربی از M (در این جا ۳) باشد،ما از یک سکه ی بدشانس استفاده می کنیم که احتمال برد آن برابر با {\displaystyle {\frac {1}{10}}-\epsilon } است. در غیز این صورت از یک سکه ی خوش شانس استفاده می کنیم که احتمال برد آن برابر با {\displaystyle {\frac {3}{4}}-\epsilon } است. در تصویر مقابل میزان روشن بودن سکه ها معیاری برای میزان خوش شانسی آن هاست.

در شرایطی که {\displaystyle \epsilon =0} ، هردوی این بازی ها عادلانه هستند، به این معنا که میزان سرمایه ی نهایی پس از تعداد زیادی بازی، ثابت می ماند.
اما اگر {\displaystyle \epsilon >0} هر دوی این بازی ها تمایل به باحت دارند. یعنی مقدار X(t) با افزایش t کاهش می یابد. هارمر و ابوت ثابت کرده اند که به ازای {\displaystyle \epsilon =0.005} و M=3 این بازی حتماً منجر به باخت می شود. در حقیقت، بازی B از زنجیره ی مارکوف پیروی میکند و بررسی ماتریس تغییر حالت آن برای M=3 نشان می دهد که احتمال استفاده از سکه ی بدشانس ۰.۳۸۳ و احتمال استفاده از سکه خوش شانس ۰.۶۱۶ است. بنابراین در نتیجه ی نهایی،احتمال باخت بیشتر خواهد بود:
{\displaystyle P=0.383{\biggl (}{\frac {1}{10}}-\epsilon {\biggr )}+0.616{\biggl (}{\frac {3}{4}}-\epsilon {\biggr )}=0.5-\epsilon }
اما به طرز شگفت انگیزی، اگر بازیکن به صورت تصادفی در هر مرحله یکی از دو بازی A یا B را انتخاب کند، و یا بر طبق یک توالی از پیش تعیین شده مثل ABBABB بازی ها را انجام دهد،X(t) یک تابع صعودی بر حسب t خواهد بود!
یک راه برای توجیه این تناقض ظاهری توجه به این مسیله است که در بازی B احتمال برد یا باخت به سرمایه بازیکن بستگی دارد. بنابراین دو بازی از هم مستقل نیستند،که اگر بودند،انجام آن ها با هر توالی منجر به باخت می شد. نقش موثر M در این جا مشخص می شود. M نوعی وابستگی بین A و B ایجاد می کند؛ به گونه ای که برای بازیکن، بیشتر محتمل است که به شرایطی از بازی B وارد شود که امید ریاضی مثبت داشته باشد و به این ترتیب باخت حاصل از بازی A را تا جبران کند.

### بازی های مستقل از سرمایه
وجود عامل M در بازی B، در صورت اصلی پارادوکس پاراندو کاملاً طبیعی است. اما برای برخی از کاربردهای آن در زیست شناسی،بیوفیزیک،‌فرگشت و اقتصاد چندان مناسب نیست.
به همین دلیل،بازی های پارادوکسی جدیدی به صورت مستقل از سرمایه ی بازیکن طراحی شده اند. پاراندو، هارمر و ابوت یک نمونه از چنین بازی هایی را ایجاد کرده اند؛ در این نسخه جدید،بازی A مشابه حالت قبل باقی می ماند و بازی C که به تاریخچه ی برد و باخت بازیکن بستگی دارد معرفی می شود:
| احتمال برد در t | سکه در زمان t | t-1  | t-2  |
| --------------- | ------------- | ---- | ---- |
| p1              | C1            | باخت | باخت |
| p2              | C2            | برد  | باخت |
| p3              | C3            | باخت | برد  |
| p4              | C4            | برد  | برد  |

بازی C با چهار سکه انجام می شود. زمانی که احتمال ها را به صورت زیر تنظیم کنیم و {\displaystyle \epsilon }یک عدد مثبت کوچک باشد این پارادوکس مجدداً ظاهر می شود. A و C به تنهایی بازی هایی هستند که منجر به باخت می شوند اما دنباله هایی تصادفی یا تناوبی از آن دو منجر به برد می شود:
{\displaystyle p1={\frac {9}{10}}-\epsilon }
{\displaystyle p2=p3={\frac {1}{4}}-\epsilon }
{\displaystyle p4={\frac {7}{10}}-\epsilon }